# 埃卡永河畔圣马丁
埃卡永河畔圣马丹（法語：Saint-Martin-sur-Écaillon，法語發音：[sɛ̃ maʁtɛ̃ syʁ ekajɔ̃]）是法国上法兰西大区北部省的一个市镇，位于该省东南部，属于康布雷区。

## 地理
埃卡永河畔圣马丹（50°14'54"N, 3°31'39"E）面积5.3 平方千米，位于法国上法蘭西大區北部省，该省份为法国最北部的省份及最长的省份，西北濒北海，西接加来海峡省，南至埃纳省和索姆省，东与比利时接壤。
与埃卡永河畔圣马丹接壤的市镇（或旧市镇、城区）包括：贝尔默兰、埃卡尔曼、欧西、埃卡永河畔旺德日、韦尔坦。
埃卡永河畔圣马丹的时区为UTC+01:00、UTC+02:00（夏令时）。

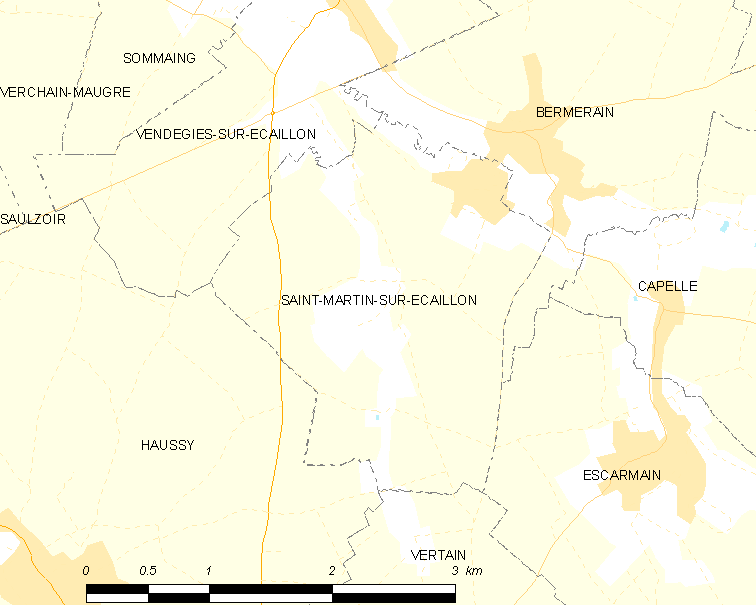
埃卡永河畔圣马丹的OSM定位图

## 行政
埃卡永河畔圣马丹的邮政编码为59213，INSEE市镇编码为59537。

## 政治
埃卡永河畔圣马丹所属的省级选区为科德里县。

## 人口

1962-2008年间埃卡永河畔圣马丹人口变化图示

埃卡永河畔圣马丹于2022年1月1日时的人口数量为492人。